# Boykinia
Boykinia là một chi thực vật có hoa trong họ Saxifragaceae.